# Kerkakutas
Kerkakutas là một thị trấn thuộc hạt Zala, Hungary. Thị trấn này có diện tích 20,07 km², dân số năm 2010 là 129 người, mật độ 6 người/km².